# Oscar Faulds
Oscar Faulds, né le 15 janvier 2002 à Stockholm en Suède, est un footballeur néo-zélandais qui joue au poste d'attaquant à l'UT Pétange.

## Biographie

### En club
Après une formation en Suède, le joueur s'engage avec le Napier City RAFC en Nouvelle-Zélande.
Il termine meilleur buteur du championnat de Nouvelle-Zélande avec un total de vingt-sept buts en vingt-trois matchs.
Lors du mercato hivernal de 2025, le joueur s'engage avec l'UT Pétange en BGL Ligue, au Luxembourg,.

## Palmarès

### Distinctions personnelles
- Meilleur buteur du championnat de Nouvelle-Zélande en 2024 (27 buts)